# ラミネート加工
ラミネート加工（ラミネートかこう、英語: lamination）とは、印刷物やデジタル出力紙等の保存性を高めるため、ラミネートフィルムを印刷物の両面、又は片面に貼る加工を指す。
最初から積層構造で材料を製造する場合にはラミネート加工とは呼ばれず、あくまで別々に製造された材料を後から貼り合わせる場合の工程をラミネート加工と呼ぶ。貼り合わせる材料は異種の材料同士が多いが、同種同士の場合もある。ラミネート加工は様々な産業分野で行われている。
ラミネート加工と似た意義で使われる「パウチ加工」があるが、ラミネート加工は、シール状の透明なフィルムを印刷面に貼り付けて積層させる加工に対して、パウチ加工は印刷物全体をフィルムで囲って包み込み、熱圧着させて密封する加工、という違いがある。
日本においては名詞として「ラミネート加工」あるいは「ラミネート」「ラミ」とも称される。

## パウチ加工
主に保護のために紙の表面に透明なプラスチックフィルム等を張り合わせる加工を指す。ラミネート加工の中では日本国内において多くの人にとって最も馴染みの深いものと言える。
この目的に使用する簡便なラミネート機をパウチラミネーターという。このパウチラミネーターは日本に十分普及していない時代に明光商会が広くテレビCMを行った「パウチッ子」の商品名が広く知られ、パウチラミネート加工を施すことが俗に「パウチッ子する」「パウチする」と呼ばれることもあった。なお明光商会は既に「パウチッ子」の名を自社製品に使用していない事もあり、「パウチ」よりも「ラミネート」という言葉が一般的になっている。
パウチ加工の目的としては、印刷物を保護し、色落ち・摩耗の防止、美観を良くしたり、高級感を増す事にあり、また不正な改造・改竄を防止するために、定期乗車券や身分証明書類などに用いられることもある。